# اگر برگی نریزد
اگر برگی نریزد فیلمی به کارگردانی و نویسندگی جهانگیر صالحی محصول سال ۱۳۵۵ است.

## بازیگران
- پروانه حسینی
- شهروز رامتین
- بیژن تهرانچی
- مستانه جزایری
- مهری ودادیان
- حسین جهانگیری
- اردوان خجسته
- جمشید خراسانی
- خسرو ابریشمی
- علی کامرانی
- امیر تاجیک
- نسرین اکبرپور
- بهرام چنگایی
- محمد صدر
- علیرضا احمدی
- سیف اله فرج نظام
- حسین گروه‌ای
- محمود قربانی
- پریچهر جهانگیری
- علی رضا الهی
- فایز بهبهانی
- بهروز